# Kennedytoren
De Kennedytoren is een 83 meter hoog kantoorgebouw in de Noord-Brabantse stad Eindhoven. Het pand telt 21 verdiepingen en werd voltooid in 2003. Ontwerper is Van Aken Architectuur en Stedenbouw. Het gebouw bevindt aan het Kennedyplein, op de kruising Fellenoord met Kennedylaan, naast busstation Neckerspoel.

## Afbeeldingen

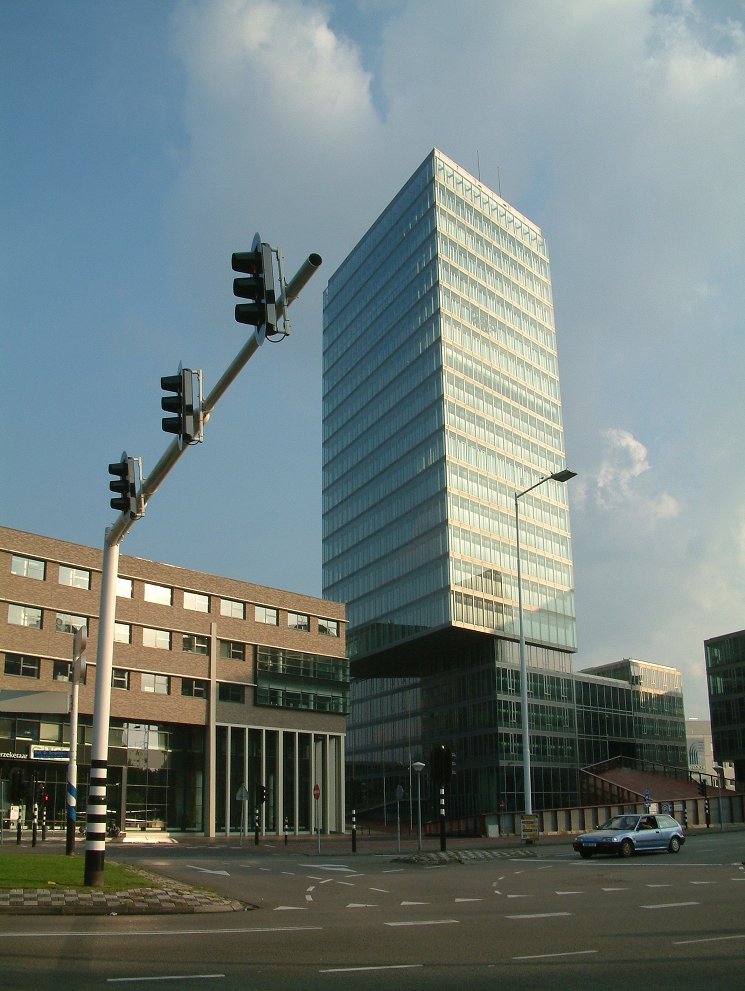
De Kennedytoren in 2008
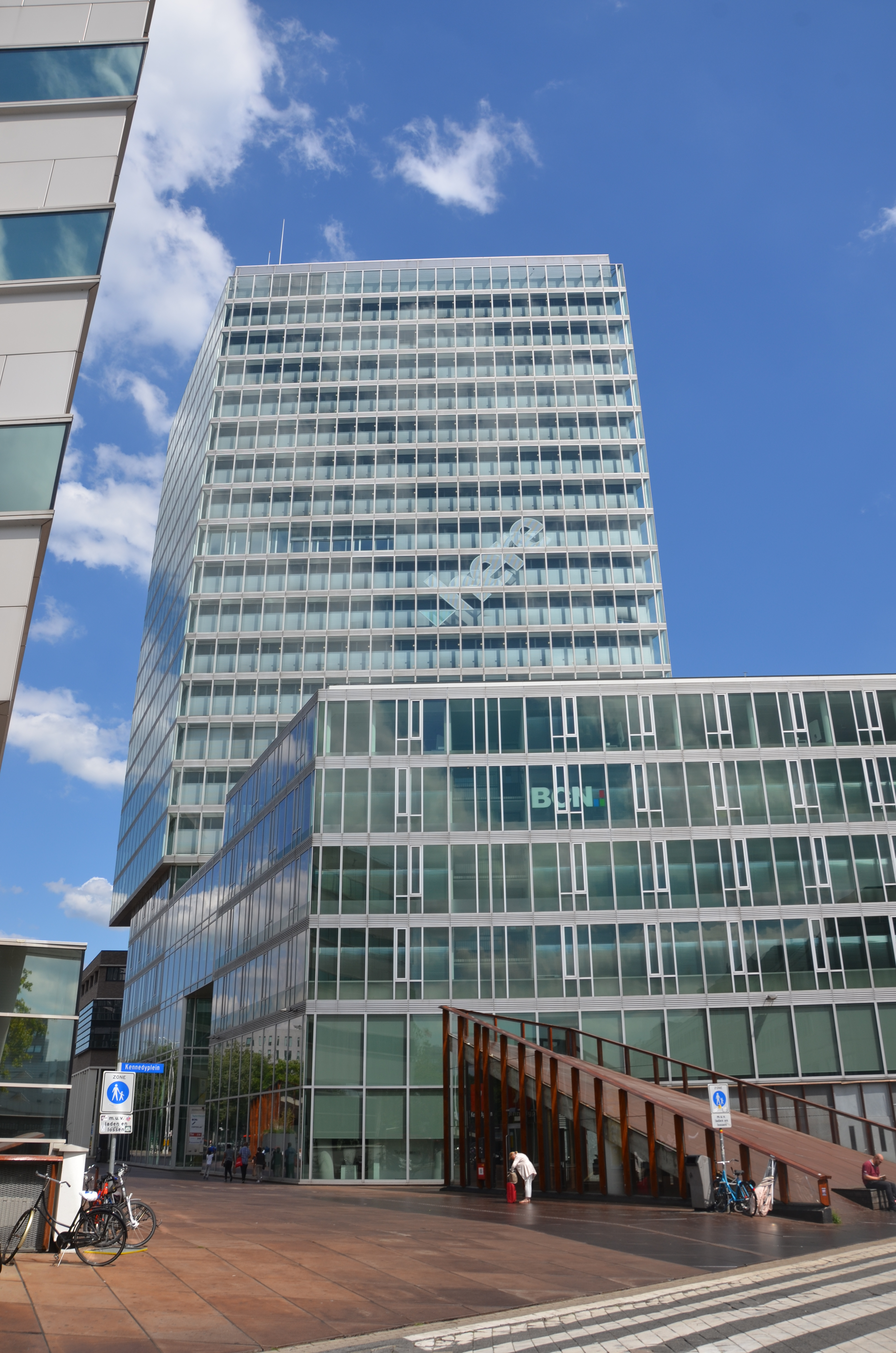
De toren in 2018
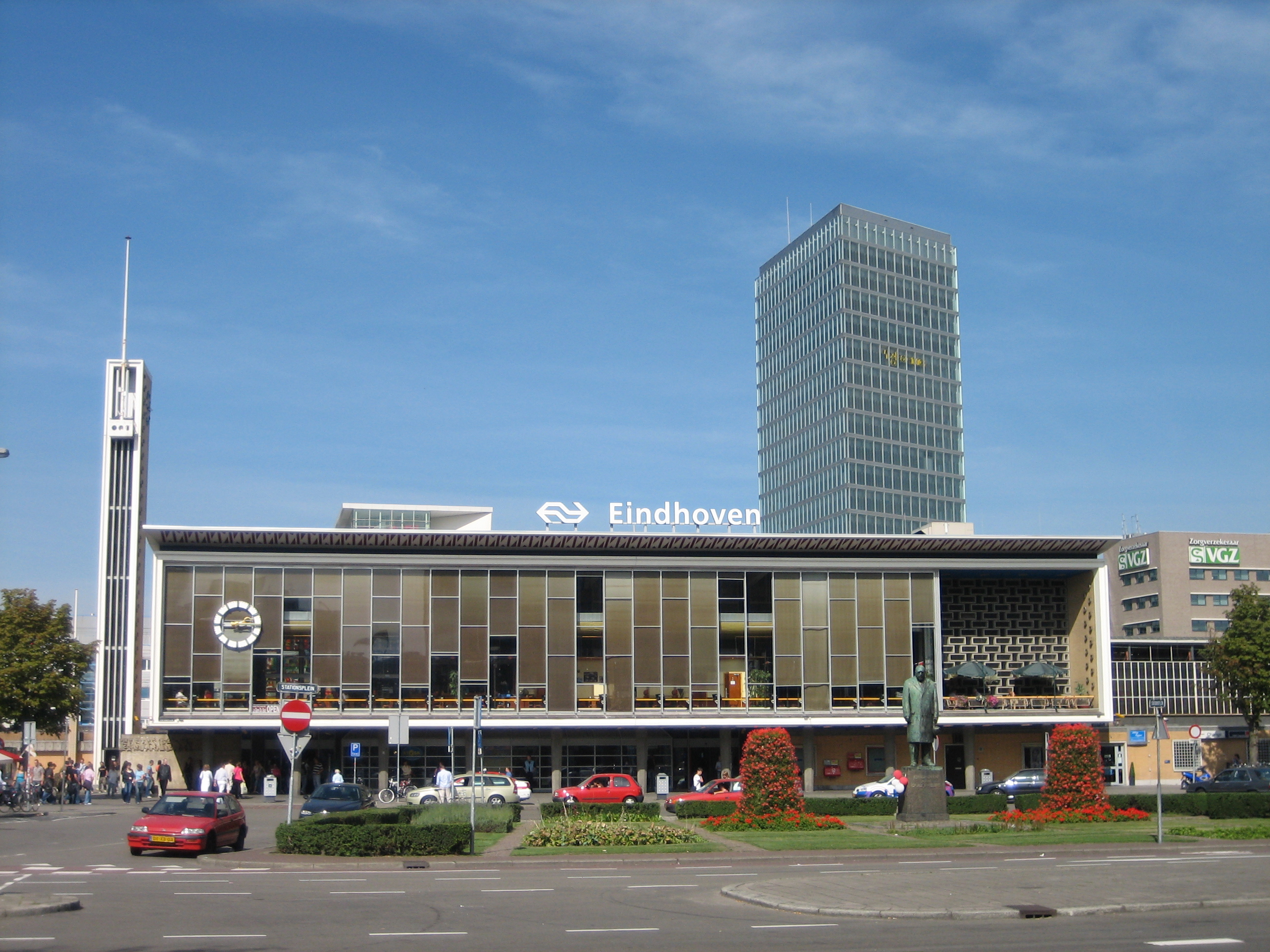
Station Eindhoven met daarachter de Kennedytoren

De Admirant · BunkerToren · Eurostaete · Kennedytoren · Lichthoven (The Social Hub) · Lighthouse · Onyx · Porthos · De Regent · Trudo Toren · Vestedatoren